# Campionati mondiali juniores di skeleton 2017
I Campionati mondiali juniores di skeleton 2017, quindicesima edizione della manifestazione organizzata dalla Federazione Internazionale di Bob e Skeleton, si sono disputati il 28 gennaio 2017 a Sigulda, in Lettonia, sulla pista Siguldas bobsleja un kamaniņu trase. La cittadina lettone ha quindi ospitato le competizioni mondiali di categoria per la prima volta nel singolo maschile e in quello femminile.

## Risultati

### Singolo uomini
La gara si è disputata il 28 gennaio 2017 nell'arco di due manches e hanno preso parte alla competizione 24 atleti in rappresentanza di 13 differenti nazioni.
| Pos. | Atleti                | Nazione  | Tempo   | Distacco |
| ---- | --------------------- | -------- | ------- | -------- |
|      | Nikita Tregubov       | Russia   | 1:41.47 |          |
|      | Krists Netlaus        | Lettonia | 1:41.83 | +0.36    |
|      | Evgenij Rukosuev      | Russia   | 1:42.46 | +0.99    |
| 4    | Ivo Steinbergs        | Lettonia | 1:42.48 | +1.01    |
| 5    | Michael Zachrau       | Germania | 1:42.50 | +1.03    |
| 6    | Martin Rosenberger    | Germania | 1:42.79 | +1.32    |
| 7    | Kilian von Schleinitz | Germania | 1:42.86 | +1.39    |
| 8    | Stefan Geisler        | Austria  | 1:43.73 | +2.26    |
| 9    | Aleksej Kozlov        | Russia   | 1:43.88 | +2.41    |
| 10   | Vladyslav Heraskevyč  | Ucraina  | 1:43.93 | +2.46    |

### Singolo donne
La gara si è disputata il 28 gennaio 2017 nell'arco di due manches e hanno preso parte alla competizione 17 atlete in rappresentanza di 10 differenti nazioni.
| Pos. | Atlete            | Nazione     | Tempo   | Distacco |
| ---- | ----------------- | ----------- | ------- | -------- |
|      | Julija Kanakina   | Russia      | 1:45.66 |          |
|      | Renata Chuzina    | Russia      | 1:45.85 | +0.19    |
|      | Maxi Just         | Germania    | 1:46.14 | +0.48    |
| 4    | Corinna Leipold   | Germania    | 1:46.28 | +0.62    |
| 5    | Kimberley Bos     | Paesi Bassi | 1:46.76 | +1.10    |
| 6    | Dārta Zunte       | Lettonia    | 1:46.90 | +1.24    |
| 7    | Endija Tērauda    | Lettonia    | 1:46.97 | +1.31    |
| 8    | Anastasija Šlapak | Russia      | 1:47.26 | +1.60    |
| 9    | Brogan Crowley    | Regno Unito | 1:47.65 | +1.99    |
| 10   | Hannah Neise      | Germania    | 1:47.93 | +2.27    |

## Medagliere
| Posizione | Nazione  | Oro | Argento | Bronzo | Totale |
| --------- | -------- | --- | ------- | ------ | ------ |
| 1         | Russia   | 2   | 1       | 1      | 4      |
| 2         | Lettonia | 0   | 1       | 0      | 1      |
| 3         | Germania | 0   | 0       | 1      | 1      |
| Totale    | Totale   | 2   | 2       | 2      | 6      |